# Lekkoatletyka na Letnich Igrzyskach Paraolimpijskich 2004 – rzut dyskiem kl. F13 mężczyzn
W rzucie dyskiem kl. F13 (zawodnicy niedowidzący) mężczyzn podczas Letnich Igrzysk Paraolimpijskich 2004 rywalizowało ze sobą 7 zawodników.

## Wyniki

### Finał
| Poz. | Zawodnik            | Narodowość | Rezultat | Uwagi |
| ---- | ------------------- | ---------- | -------- | ----- |
| 1    | Aleksandr Yasinovyi | Ukraina    | 53.54    |       |
| 2    | Hakim Yahiaoui      | Algieria   | 44.81    |       |
| 3    | Siarhei Hrybanan    | Białoruś   | 41.85    |       |
| 4    | France Gagne        | Kanada     | 39.25    |       |
| 5    | Zhou Boquan         | Chiny      | 35.77    |       |
| 6    | Siarhei Siamianiaka | Białoruś   | 31.02    |       |
| 7    | Yuriy Kvitkov       | Kazachstan | 27.58    |       |